# Familie på livstid
Familie på livstid (originaltitel Arrested Development) er en amerikansk komedieserie skabt af Mitchell Hurwitz om den bizarre fallerede rigmandsfamilie, Bluth, og deres forsøg på at genrejse deres ære og tidligere velstand.

## Medvirkende
- Michael Bluth (Jason Bateman)
- George Michael Bluth (Michael Cera)
- George Bluth Sr. (Jeffrey Tambor)
- Lucille Bluth (Jessica Walter)
- Byron "Buster" Bluth (Tony Hale)
- George Oscar Bluth II "Gob" (Will Arnett)
- Lindsay Fünke (Portia de Rossi)
- Tobias Fünke (David Cross)
- Maeby Fünke (Alia Shawkat)
- Barry Zuckerkorn (Henry Winkler)
- Lucille "2" Austero (Liza Minnelli)

## Priser & Modtagelse
Familie på livstid blev modtaget godt af kritikerne og fik i løbet af sin treårige levetid bl.a. seks Emmy Awards, en Golden Globe, en Writers Guild of America Award, samt et hav af nomineringer. Dette til trods var serien dog ikke en seersucces. De lave seertal gjorde at FOX skar ned på antallet af episoder i anden og tredje sæson, der samtidig også blev den sidste.

## Genoplivning
På trods af FOX havde stoppet serien efter tredje sæson, fortsatte rygter om en film eller en fjerde sæson dog med at florere i flere år efter dette, og til sidst kom det frem at Netflix havde finansieret en fjerde sæson imod at afsnittene blev eksklusivt tilgængelige over Netflixs streaming-tjeneste. Indspilningen af af fjerde sæson begyndte således den 7. august 2012, hvorefter samtlige 15 afsnit af sæsonen blev udgivet samtidigt på Netflix den 26. maj 2013. Hurwitz har udtalt, at sæsonen skal ses som første akt af en ny historie om Bluth familien, og sæson fire starter derfor efter et spring på 5 år, og fokuserer på at vise hvordan det er gået familien i mellemtiden. Hurwitz arbejder stadig med planer om en film eller femte sæson der skal fortælle andet og tredje akt af historien.
August 2014 bekræftede Ted Sarandos, Chief Content Officer, Netflix, og Will Arnett at der kommer en femte sæson af serien.